# Mohammed Moussaoui

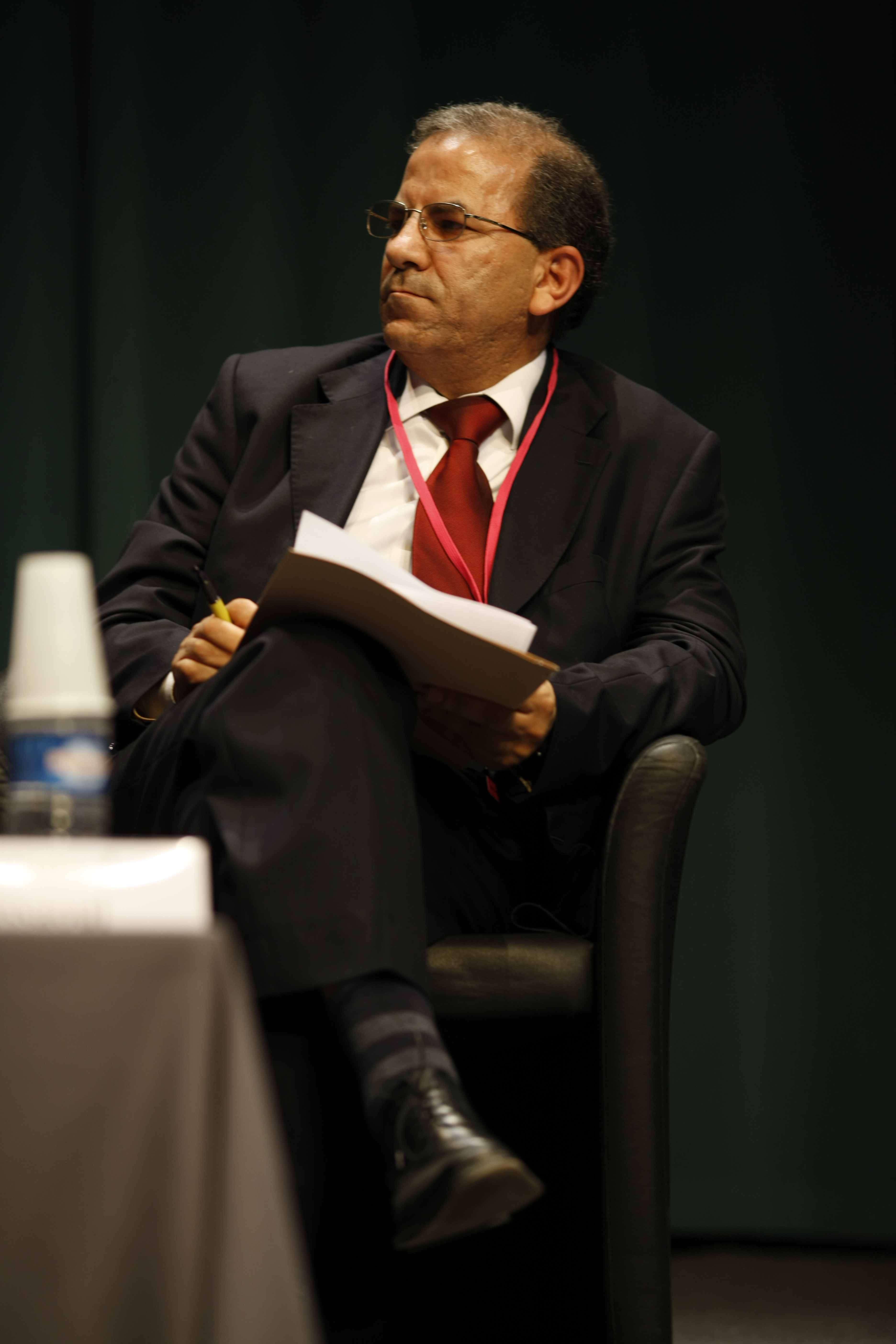
Mohammed Moussaoui

Mohammed Moussaoui (* 1. April 1964 in Figuig, Marokko) ist Dozent an der Universität Avignon, Vizepräsident der Rassemblement des musulmans de France („Versammlung der Muslime in Frankreich“) sowie zwischen dem 22. Juni 2008 und 2013 Präsident des Conseil français du culte musulman („Französischer Rat des muslimischen Gottesdienstes“).
Moussaoui studierte in Oujda. Nachdem er einen Bachelorabschluss in Mathematik erreicht hatte, ging er an die Universität Mohammed der Erste, wo er 1984 ein Diplom in Mathematik und Physik erhielt.
Moussaoui ist Mitglied in der Regierungsorganisation Commission nationale consultative des droits de l’homme („Nationale beratende Kommissionen für Menschenrechte“).
Im Zuge des Anschlags auf das französische Satiremagazin Charlie Hebdo, welches zuvor den Propheten Mohammed karikierte, verurteilte er die Attacke scharf, warf dem Blatt allerdings vor, auf „der Welle der Islamophobie zu reiten“.